# أحمد منصور (لاعب كرة قدم بحريني)
أحمد منصور (14 يونيو 1991) لاعب كرة قدم بحريني يلعب حاليا لصالح نادي الدرجة الأولى الأهلي البحريني في مركز الوسط المهاجم من 2009.

## الإنجازات
- الدرجة الأولى (1): 2010
- كأس الاتحاد البحريني (1): 2016